# Rolf Sørensen
Rolf Sørensen (nascido em 20 de abril de 1965, em Helsinge) é um ex-ciclista dinamarquês, que atuava profissionalmente entre 1986 a 2002. Conquistou uma medalha de prata na prova de estrada nos Jogos Olímpicos de 1996, em Atlanta.